# Radionomy
Radionomy était un service en ligne qui permettait aux internautes de créer leur propre webradio en ligne. La plate-forme fournissait à ses membres les outils nécessaires pour diffuser, promouvoir et monétiser leur radio gratuitement. Les activités de Radionomy étant arrêtées, il n'est plus possible de créer sa radio et les webradios existantes cessent de fonctionner le 1er janvier 2020 et ses activités sont dorénavant incluses dans SHOUTcast. 
L’entreprise, créée en septembre 2007 et lancée en 2008, a été mise sur pied par quatre entrepreneurs belges : Alexandre Saboundjian, Gilles Bindels, Cédric van Kan et Yves Baudechon. Devenu Radionomy Group, la société belge est de décembre 2015 à février 2018 une filiale de Vivendi.

## Historique
Radionomy est créée à Bruxelles en septembre 2007 par quatre entrepreneurs belges : Alexandre Saboundjian, Gilles Bindels, Cédric van Kan et Yves Baudechon. Le site ouvre aux publics belge et français 17 avril 2008, permettant aux visiteurs d’écouter les webradios créées sur la plateforme. En un an, 1 000 webradios sont créées sur Radionomy.
Le 15 février 2011, la fonctionnalité « Play the radio » est lancée et permet à tous les créateurs de disposer d'un site web pré-conçu. En mars 2011, Radinomy lance sa propre régie publicitaire, Adionomy, suivie le 29 août 2012 d'Adionomy Régie qui cible toute webradio.
Le 30 mai 2011, Radionomy arrive dans le capital de Hotmixradio. Le 28 juin 2012, Radionomy annonce la signature d'un accord avec la régie digitale américaine TargetSpot, et annonce l'installation de son siège américain à San Francisco le 5 septembre 2012. 
Le 16 décembre 2013, Radionomy rachète la régie publicitaire américaine TargetSpot. Le 17 janvier 2014, Radionomy officialise le rachat de Winamp et SHOUTcast à AOL.
Le 17 décembre 2015, Vivendi annonce avoir acquis 64,4 % du capital de Radionomy Group,.
Le 21 février 2018, Vivendi revend Radionomy à son fondateur Alexandre Saboundjian. En Avril 2018, le groupe Radionomy devient AudioValley et est prêt à rouvrir son capital.
Le 12 juillet 2018, AudioValley (nouvelle dénomination sociale) entre en bourse, le nom du service reste Radionomy.
Le 1er janvier 2020, Radionomy ferme et fusionne avec SHOUTcast, autre marque d'AudioValley.
Le 15 juin 2022, AudioValley est renommé Targetspot.

## Prix et récompenses
- « International Excellence in Online Audio » décernée lors du RAIN Summit à Orlando, en Floride (18 septembre 2013)[11].